# Monty Python na żywo w Hollywood Bowl
Monty Python na żywo w Hollywood Bowl (Monty Python Live at the Hollywood Bowl) – film wydany w roku 1982, będący zapisem występów na żywo grupy Monty Pythona w hali(Hollywood Bowl) z roku 1980. Grupa prezentowała na żywo swoje najlepsze skecze i piosenki, ponadto pojawiły się piosenki oraz skecze wcześniej nigdy nie prezentowane oraz skecze pochodzące z okresu przed zawiązaniem grupy.
Oprócz skeczy wykonywanych na scenie, wyświetlane były na dużym ekranie zawieszonym nad sceną filmowe wstawki zawierające przeważnie materiały z dwóch niemieckich epizodów Monty Python’s Fliegender Zirkus oraz animacje Terry’ego Gilliama.
Film został wydany na VHS (polskie wydanie VHS nosi tytuł „Monty Python w Hollywood”), a także jako część pakietu DVD pod tytułem Monty Python Live.
Występują: szóstka Pythonów (Graham Chapman, John Cleese, Terry Gilliam, Eric Idle, Terry Jones i Michael Palin) oraz gościnnie Carol Cleveland w licznych rolach wspomagających i Neil Innes wykonujący piosenki.
Podczas występu wykonane zostały następujące skecze i piosenki:
- „Siądź mi na twarz” (Sit on my Face) - parodia piosenki Gracie Fields „Sing as We Go” wykonana przez Cleese’a, Chapmana, Gilliama i Jonesa.
- „Colin 'Bomba' Harris” - Wrestling - Chapman walczy na ringu sam ze sobą. Skecz napisany pierwotnie do programu Monty Python’s Fliegender Zirkus
- „Nie lekceważ nigdy Araba” - Jones wykonuje pozornie antyrasistowską piosenkę,
- „Ostatnia Wieczerza” - Michał Anioł (Idle) broni swojego malarskiego dzieła Ostatnia Wieczerza przed uwagami Papieża (Cleese).
- „Głupawa Olimpiada” - wstawka filmowa – absurdalne zawody lekkoatletyczne.
- „Filozoficzna pieśń Bruce’ów” - Bruce’owie z Wydziału Filozofii Uniwersytetu Woolloomooloo rzucają publiczności puszki piwa Foster i wykonują „Pieśń filozofów” o pijackiej naturze wielkich historycznych myślicieli.
- „Ministerstwo głupich kroków” - Palin stara się o rządowe dotacje, by rozwinąć swój głupi chód.
- „Sędziowie - cioty” - brytyjscy sędziowie (Palin i Idle) po wyjściu z sali rozpraw.
- „Światowe Forum” - Komunistyczny quiz z udziałem wielkich dwudziestowiecznych przywódców politycznych.
- „Miejski astronauta” – Neil Innes wykonuje numer zespołu Bonzo Dog Doo-Dah Band, podczas gdy Carol Cleveland stepuje.
- „Czekoladki Whizzo” - Wytwórca słodyczy (Jones) tłumaczy się policji z wypuszczenia na rynek obrzydliwych rodzajów czekoladek takich jak „Chrupiąca Żabka”.
- „Albatros” - Cleese, przebrany za sprzedawczynię lodów, próbuje sprzedać „cholernego ptaka morskiego” człowiekowi z publiczności (Jones).
- „No nie?” (Nudge Nudge) - Idle dokucza Jonesowi wprawiającymi w zakłopotanie insynuacjami.
- „Międzynarodowa Filozofia” - wstawka filmowa - mecz piłkarski pomiędzy reprezentacjami niemieckich i greckich filozofów.
- „Czterech facetów z Yorkshire” - Bogacze z Yorkshire próbują przelicytować się nawzajem, który z nich miał gorzej, zanim stał się bogaty. Skecz napisany pierwotnie do programu At Last the 1948 Show.
- „Kłótnia” - Palin płaci Cleese'owi za możliwość kłócenia się z nim w jego gabinecie. Skecz zostaje przerwany przez wykonanie przez Gilliama piosenki „Dwie nogi mam”.
- „Jak słodko być idiotą” – Neil Innes śpiewa odę do obłędu.
- „Agencja Podróży” - Palin próbuje zaoferować wycieczkę Idle'owi, który nie potrafi opanować swojej gadaniny do tego stopnia, że na chwilę przerywa kolejny skecz.
- „Wykład o komizmie” - Chapman omawia podstawowe techniki komizmu slapstickowego, podczas gdy Palin, Gilliam i Jones demonstrują publiczności omawiane techniki. Skecz napisany pierwotnie do programu We Have Ways of Making You Laugh (Mamy sposoby, aby was rozśmieszyć).
- „Czerwony Kapturek” - wstawka filmowa - Cleese jako Czerwony Kapturek w nowej wersji klasycznej bajki.
- „Biskup na schodach” (lub „Policja Kościelna”) - Sprawa martwego biskupa zakłóca rodzinny posiłek.
- „Piosenka drwala” - Idle wykonuje piosenkę o drwalu, który lubi zakładać damskie odzienie.